# 图穆库马克山脉
图穆库马克山脉（荷蘭語：Toemoek-Hoemakgebergte）是南美洲的一座山脈，屬圭亞那高原的一部份，構成了南麓的巴西，和北麓的蘇里南和法屬圭亞那的邊界。長120公里。
本山脈也是法屬圭亞那東西兩條界河 —馬羅尼河和奥亚波克河—的起源。山脈巴西一方建立了图穆库马克国家公园。